# Herend
Herend (Duits: Herrendorf) is een plaats in Hongarije, op 15 km ten westen van Veszprém. Het ligt in de heuvels van het Badascony-gebergte. In Herend woont een aanzienlijke Duitstalige minderheid.
Herend is wereldberoemd vanwege zijn kostbare en fraai bewerkte voorwerpen van porselein. Ieder stuk wordt met de hand beschilderd door porseleinschilders die de fabriek zelf opleidt. Er is een museum waar historische stukken - 15.000 verschillende vormen over de laatste 160 jaar - te zien zijn.
De fabriek levert op bestelling voor porseleinliefhebbers en vorsten, staatshoofden en bemiddelde consumenten. Koningin Victoria van het Verenigd Koninkrijk, tevens keizerin van Indië en de bankiersfamilie Rotschild behoorden in de 19e eeuw tot de eerste klanten. Veel producten worden in Europa verkocht, maar er is ook een succesvolle export naar Azië, vooral naar Japan. In het vakantieseizoen komen bussen vol toeristen het museum bezichtigen.